# パンチャーラ国

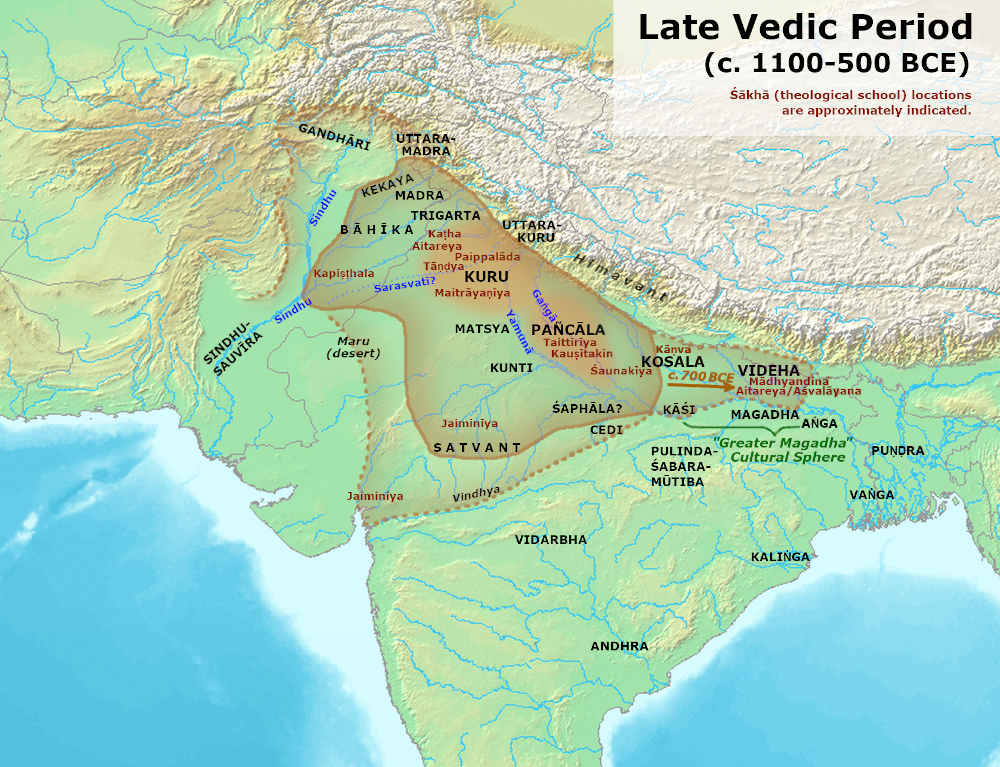
クル国に隣接するパンチャーラ国

パンチャーラ国（パンチャーラこく、サンスクリット語 पञ्चाल Pancala）は、古代インドの十六大国のうちのひとつで、ガンジス川上流とヤムナー川流域付近のヒンドスタン平原に位置し、紀元前6世紀頃には存在していた。

## 概要
現在のウッタラカンド州とウッタル・プラデーシュ州付近にあたる。この地域に居住していたパンチャーラ族の部族組織と活動領域を母体としていたと考えられる。クル国の隣国であり、ヤムナー川を挟んでマツヤ国とも隣接する。
国内の主要な都市としては、カンニャークブジャ（現在のカナウジ）が挙げられる。

## 分裂
パンチャーラ国は、後に、ウッタラ・パンチャーラ国（北パンチャーラ国）とダクシナ・パンチャーラ国（南パンチャーラ国）とに分かれた。

### ウッタラ・パンチャーラ国
ウッタラ・パンチャーラ国（北パンチャーラ国）の首都は、アヒッチャトラー（Ahichatra/Adhichhatra、チャトラーヴァティー Chatravati とも。現在のen:Bareilly districtラームナガルのen:Aonla, Uttar Pradesh）。

### ダクシナ・パンチャーラ国
ダクシナ・パンチャーラ国（南パンチャーラ国）の首都は、カーンピリヤ（Kampilya、現ファッルカーバード県カーンピル付近）。

## 文化
『ヤジュル・ヴェーダ』の流派であるタイッティリーヤ派や、『アタルヴァ・ヴェーダ』の流派であるシャウナカ派は、パンチャーラ国に属していたと考えられている。

## 文学
『マハーバーラタ』において、パーンダヴァ五王子の共通の妻であるドラウパディー姫は、パンチャーラ国王ドルパダの娘で、「パーンチャーリー」（पांचाली）と呼ばれている。